# Sankt Nicolai socken
Sankt Nicolai socken i Södermanland ingick i Jönåkers härad, uppgick 1950 i Nyköpings stad och Oxelösunds stad och området är sedan 1971 en del av Nyköpings kommun och Oxelösunds kommun, från 2016 inom Nyköpings Sankt Nicolai distrikt respektive Oxelösunds distrikt.
Socknens areal var 97,18 kvadratkilometer, varav 96,81 land. År 1950 fanns här 7 296 invånare. Tätorterna Arnö med Stora Kungsladugården, Oxelösund, delar av tätorten Nyköping samt herrgården Stjärnholm med Stjärnholms kyrka ligger inom denna sockens område. Sockenkyrka var Sankt Nicolai kyrka som delades med staden. Kyrkan låg i staden och inte i själva socknen.

## Administrativ historik
Sankt Nicolai socken har medeltida ursprung, kyrkan omtalas första gången i dokument 1294 "ecclesiæ beati Nicolai" och socknen första gången 1378 ("i Sancti Nicolai sokn"). De äldsta delarna av den nuvarande kyrkan härrör från senare hälften av 1200-talet och är belägen inom det som är Nyköpings stad. Den har i äldre tid vad som är känt genomgått få förändringar. Delar av Kungsladugården överfördes 1864 till Bergshammars socken. Gårdarna Aspenäs, Bogslöt, Engelsprång, Karlvik, Krognäs, Prästtorp och Vibäck flyttades 1920 till Tunabergs församling och Tunabergs jordebokssocken. En del av Kungshamn flyttades 1934 till Tunabergs socken. Mindre delar av socknen lades 1949 till Nyköpings stad.
Församling, landskommun och socken namnändrades 1940 till Sankt Nikolai och 1941 till Nikolai.
Vid kommunreformen 1862 övergick socknens ansvar för de kyrkliga frågorna till Sankt Nicolai församling och för de borgerliga frågorna till Sankt Nicolai landskommun. 1950 utbröts Oxelösund ut ur landskommunen där återstående delen då uppgick i Nyköpings stad som 1971 ombildades till Nyköpings kommun. 1953 utbröts ur församlingen Oxelösunds församling och resten uppgick i Nyköpings Sankt Nicolai församling. Församlingen uppgick 2014 i Nyköpings församling.
Den 1 januari 2016 inrättades distrikten Nyköpings Sankt Nicolai och Oxelösund, med samma omfattning som motsvarande församlingar hade 1999/2000 och fick 1953, och vari detta sockenområde ingår.
Socknen har tillhört län, fögderier, tingslag och domsagor enligt vad som beskrivs i artikeln Jönåkers härad.

## Geografi
Sankt Nicolai socken ligger söder och väster om Nyköping med Nyköpingsån i öster norr om staden. Socknen ligger norr om Marsviken och sydost om staden ut i fjärdar och skärgård i Östersjön. Socknen är odlingsbygd i norr och skogsbygd i söder.

## Fornlämningar

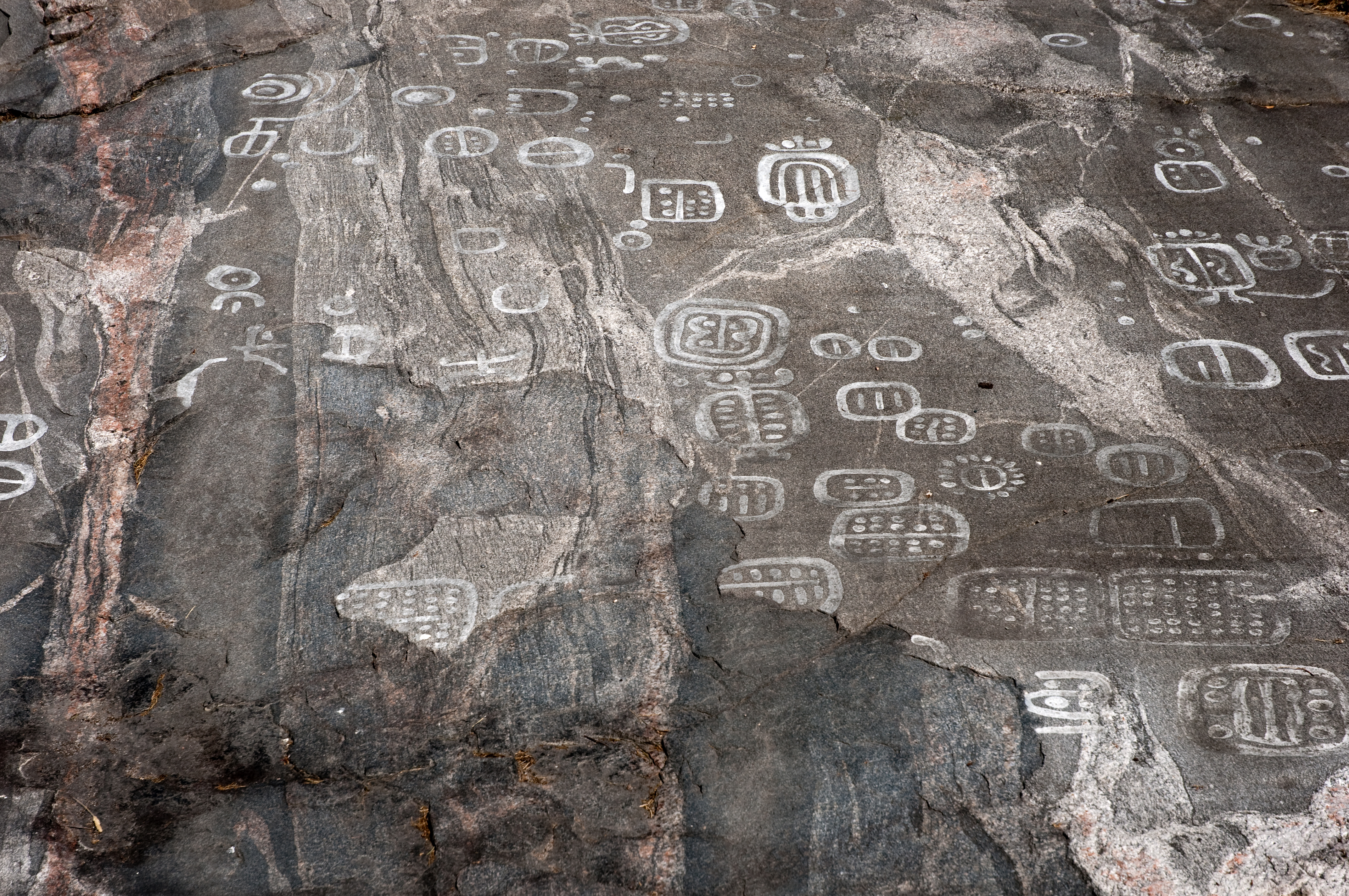
Hällristningarna vid Släbro.

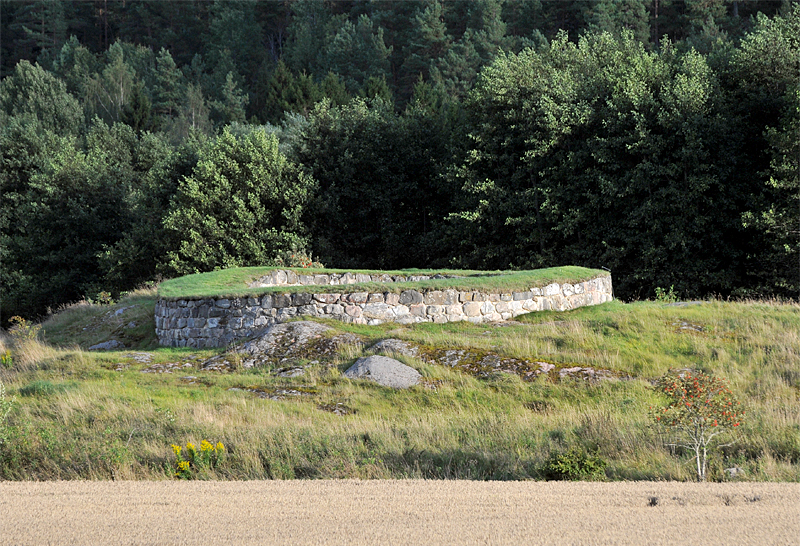
Kilakastalen vid Stora Kungsladugården.

Gravrösen är funna vid Marsviken. Vid Släbro finns hällristningar. Vid Släbro finns även ett stort gravfält från järnåldern. Det har en brobank över ån. Här finns även två runstenar med byns namn. Kilakastalen, som är en borgruin från medeltiden, ligger vid Stora Kungsladugården.

## Namnet
Namnet kommer från sockenkyrkan med detta namn som omnämns från 1314.